# Capparis mucronifolia
Capparis mucronifolia är en art tillhörande släktet Capparis inom kaprisväxterna och beskrevs av Pierre Edmond Boissier 1843 i Diagnoses plantarum orientalium novarum. Arten ansågs tidigare vanligen som varietet av Capparis spinosa, men ges numera artstatus.
Artnamnet mucronifolia betyder "med uddspetsade blad". 
Dess blad är något köttiga, skotten är gula till grågröna, ej blådaggiga, och stiplerna är guldgula och ej nedlöpande.
Nominatformen av C. mucronifolia växer på klippsluttningar, i raviner och på steniga slätter, från havsnivå upp till 1000 m.ö.h.  i Mellersta östern (Afghanistan, Iran, Oman och Förenade Arabemiraten). Underarten rosanowiana förekommer i Tadzjikistan på kalksten, soliga klippsluttningar och sandiga substrat, på mellan 600 och 1500 m.ö.h..
Blomknopparna plockas och används som kapris.